# Покотилово
Покоти́лово (укр. Покотилове) — село в Подвысоцкой сельской общине Голованевского района Кировоградской области Украины. Бывший центр сельского совета Новоархангельского района Кировоградской области (ранее — Подвысоцкий район Киевской области; до этого — Уманский уезд Киевской губернии) Украины. Расположено на реке Ятрань.
Население по переписи 2001 года составляло 630 человек.

## История
Село было основано в 1760-х годах. По второму разделу Польши в 1793 году село отошло к Российской Империи. В 1833 году село получило статус «местечка» (православная церковь, винокуренный и кирпичный заводы, крупчатая каменная мельница, еженедельные ярмарки). К середине XIX века в селе проживало (с приселком Вербовкой) 702 православных, 13 римских католиков, 415 евреев. В селе была Дмитриевская церковь («ветхая, 6 класса, построена в 1763 году»). В начале XX века река делила город на две половины — еврейскую и украинскую (украинская часть называлась Очановкой). Первые десять лет после гражданской войны село было известно тем, что в его округе орудовали многочисленные антисоветские партизанские отряды. В селе стоял штаб петлюровской дивизии. Когда он был захвачен внезапным налётом с участием всего одной роты, начальник штаба полковник Шумский был взят в плен. В 1930-е годы село было центром еврейского сельсовета.
Во время Великой Отечественной войны село было оккупировано нацистами 13 августа 1941 года. В том же месяце здесь шли бои с участием 80-й стрелковой дивизии и 141-й стрелковой дивизии (в селе установлен мемориал на месте братской могилы). Стратегическое значение имела переправа через реку Ятрань, а также дорога из Покотилово в Новоселки. Во время войны немцы расстреляли почти всю еврейскую общину (около 300 человек), а также были разрушены все дома, где жили евреи. От нацистов село было освобождено Красной армией в марте 1944 года.

## Евреи в Покотилово
Евреи поселились в Покотилово в XVIII веке. В 1897 году более половины жителей села составляли евреи, а в 1931 году их было 85 % (1023 человека). В конце XIX века в селе действовали две синагоги. В 1912 году работало ссудо-сберегательное товарищество. К 1914 году открылась еще одна синагога. Евреи управляли тремя складами аптечных товаров, единственной в селе булочной, двумя лесными складами, обоими постоялыми дворами и 24 лавками. Единственный врач в селе также был евреем.
В 1919—1921 годах еврейское население села неоднократно подвергалось погромам.
В феврале 1942 года почти все оставшееся в оккупации еврейское население села было расстреляно войсками вермахта.

## Знаменитые личности
- Данила Никифорович Зубицкий (1924—2003) — украинский учёный-фитотерапевт, академик.
- Владимир Ильич Кваша (1897—1942), доктор химических наук, отец актёра Игоря Кваши.
- Черноконь, Евтропий Иванович — участник ВОВ, кавалер трёх орденов Славы[9].
- Николай Андреевич Янковский (род. 1944) — украинский промышленник и политик.